# Федеральний суддя США
Федеральний суддя Сполучених Штатів (англ. United States federal judge) — американський суддя, призначений згідно зі статтею ІІІ Конституції Сполучених Штатів президентом США і затверджений Сенатом США відповідно до пункту про призначення в статті II Конституції США.. Посада довічна, а звільнення судді може відбутися в результаті процедури імпічменту (через украй погану поведінку судді).
На додачу до Верховного суду США, на зміну існування та певних сторін юрисдикції якого Конгрес не має конституційних повноважень, останній створив 13 апеляційних судів (також званих «окружними судами») з апеляційною юрисдикцією в різних регіонах США та 94 окружні суди Сполучених Штатів.
Кожен суддя, призначений до такого суду, може бути віднесений до категорії федерального судді; такі посади включають голову і членів Верховного суду, суддів окружних апеляційних судів і суддів окружних судів США. Всі ці дотепер згадані судді іноді називаються «суддями за статтею III», оскільки вони здійснюють судову владу, надану судовій гілці федеральної влади статтею III Конституції США. Крім того, судді Суду міжнародної торгівлі здійснюють судову владу відповідно до статті III.
Інші судді, які працюють у федеральних судах, у тому числі судді-магістрати та судді з питань банкрутства, також іноді називаються «федеральними суддями»; однак їх не призначає президент і не затверджує Сенат, а натомість їхні повноваження випливають зі статті I. 

## Коло повноважень
У межах своїх обов'язків федеральний суддя розглядає справи, пов'язані з:
- правовою відповідністю Конституції США
- питаннями законів і договорів
- питаннями відносно послів і міністрів
- спорами між штатами
- морським правом
- провадженням про банкрутство
- питаннями, що регулюються Habeas Corpus Act.